# Fairfield, Idaho
Fairfield är administrativ huvudort i Camas County i Idaho. Fairfield hade 416 invånare enligt 2010 års folkräkning.